# Вишнякова Параскевія Іванівна
Параске́вія Іва́нівна Вишняко́ва (25 жовтня 1887, станиця Єкатериновська, тепер село Єкатериновка Щербинівського району Краснодарського краю, Російська Федерація — 10 січня 1967, місто Москва, Російська Федерація) — радянська діячка, революціонерка, голова Північно-Кавказької крайової контрольної комісії РКП(б). Член Центральної контрольної комісії ВКП(б) у 1924—1930 роках.

## Життєпис
Народилася в селянській родині. З тринадцятирічного віку працювала на скляному заводі, потім на макаронній та консервній фабриках.
Член РСДРП(б) з 1903 року. 
Учасниця першої російської революції 1905—1907 на Північному Кавказі. З 1905 по 1906 рік — член Дубинського комітету РСДРП, у 1907 році працювала складачкою в нелегальній друкарні Катеринодара. У 1907 році заарештована, перебувала у в'язниці.
У 1912—1915 роках збирала кошти для газети «Правда». У 1914—1916 роках працювала на заводі в Петрограді, організовувала перевезення нелегальної партійної літератури з-за кордону. У 1916 році переїхала на Кубань, вела агітаційну роботу в Катеринодарі, Новоросійську, станицях Тихорецькій та Кавказькій. Заарештована та засуджена до адміністративного заслання до Східного Сибіру (Якутії), звідки повернулася до Петрограда після Лютневої революції 1917 року.
З квітня 1917 року працювала у виконавчому комітеті Центрального бюро профспілок Катеринодара. З 1917 року — член Катеринодарського комітету РСДРП(б). Активна учасниця Жовтневого перевороту 1917 року на Кубані.
З грудня 1917 року — член Новоросійського військово-революційного комітету.
У 1918 році — комісар землеробства Кубано-Чорноморської республіки. 
З осені 1918 року перебувала на підпільній роботі в Севастополі та Катеринославі.
Весною 1919 року — член Амур-Нижньодніпровського районного революційного комітету, голова Амур-Нижньодніпровської районної ради міста Катеринослава.
З осені 1919 по 1920 рік — у політичному відділі Південно-Східного фронту РСЧА.
З 1920 року — завідувач жіночого відділу Південно-Східного бюро ЦК РКП(б); завідувач відділу пропаганди та агітації Кубано-Чорноморського обласного комітету РКП(б). 
У 1922—1924 роках — в органах партійного контролю Донської області.
У 1924—1928 роках — голова Північно-Кавказької крайової контрольної комісії РКП(б) (ВКП(б)).
З травня 1928 року — заступник завідувача інспекції освіти Народного комісаріату робітничо-селянської інспекції РРФСР.
У 1932—1935 роках — член президії ЦК Профспілки працівників деревообробної промисловості. У 1935 році вийшла на пенсію.
У 1935—1939 роках — у Народному комісаріаті важкої промисловості СРСР.
З 1940 року — на пенсії в Москві.
Померла 10 січня 1967 року в Москві. Похована на Новодівичому цвинтарі Москви. На честь Вишнякової 30 вересня 1967 року названо вулицю в місті Краснодарі.

## Нагороди
- орден Леніна
- орден Червоного Прапора (23.02.1928)